# Cameron Carter-Vickers
Cameron Robert Carter-Vickers (sinh ngày 31 tháng 12 năm 1997) là một cầu thủ bóng đá chuyên nghiệp chơi ở vị trí trung vệ cho câu lạc bộ Celtic tại Giải Ngoại hạng Scotland. Sinh ra ở Anh, anh thi đấu cho đội tuyển quốc gia Hoa Kỳ.